# Lecidea rhizocarpoides
Lecidea rhizocarpoides är en lavart som beskrevs av Gustaf Oskar Andersson Malme. Lecidea rhizocarpoides ingår i släktet Lecidea, och familjen Lecideaceae. Arten är reproducerande i Sverige.